# خانواده هیلدا

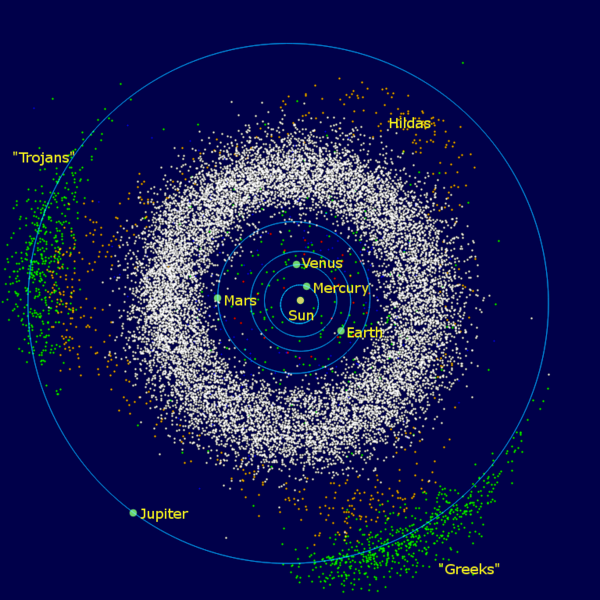
خانواده هیلدا در کمربند سیارکی در شمال شرقی کمربند سیارکی دیده می‌شوند.

خانواده هیلدا (به انگلیسی: Hilda family) گروهی از سیارک‌های دینامیکی اطراف سیاره غول پیکر مشتری هستند که گاهی از ماه‌های این سیاره به مشتری نزدیک تر می‌شوند. آنها با سه خانواده دیگر در بین مدار مریخ و مشتری و در کمربند سیارکی واقع شده اند. ان ها مثل کمربند کویپر یک کمربند سیارکی هستد که به چهار بخش تقسیم شد اند که یکی از این خانواد ها هیلدا ها هستند. آنها در شمال شرقی کمربند سیارکی هستد که به غول گازی مشتری نزدیک تر از مریخ هستد. درواقع آنها مرز بین سیاره های درونی(عطارد یا تیر_زهره یا ناهید_زمین یا ارض و مریخ یا بهرام) و سیاره های بیرونی(مشتری یا برجیس_زحل یا کیوان_اورانوس و نپتون و سیاره کوتوله پلوتون) هستند که این دو نوع سیار را از هم مجزا میکنند. چون فاصله مدار سیاره مرخ و مشتری خیلی طولانی است کمربند سیارکی هم عریض است و سیارک های مهمی همچون وستا(بزرگ ترین سیارک منظوم شمسی) در ان وجود دارد.